# EP3 (Ringo Starr)
EP3 è un EP del cantautore britannico Ringo Starr, pubblicato il 16 settembre 2022 da Universal Music Enterprises.

## Tracce
1. World Go Round – 4:12 (Steve Lukather, Joseph Williams)
2. Everyone and Everything – 2:50 (Linda Perry)
3. Let's Be Friends – 4:15 (Bruce Sugar, Sam Hollander)
4. Free Your Soul (featuring Dave Koz & José Antonio Rodríguez) – 5:28 (Richard Starkey, Sugar)

## Formazione
- Ringo Starr – batteria, percussioni, voce
- Steve Lukather – chitarra
- Linda Perry – chitarra, percussioni, cori (2)
- José Antonio Rodríguez – chitarra in nylon (4)
- Billy Mohler – chitarra, basso (2)
- Nathan East – basso
- Bruce Sugar – tastiera, percussioni, arrangiamento corni (3, 4)
- Joseph Williams – tastiera, cori (1)
- Damon Fox – tastiera (2)
- Dave Koz – sassofono tenore (4)
- Billy Valentine – cori
- Zelma Davis – cori
- Maiya Sykes – cori
- Sam Hollander – percussioni, battimani (3)